# Attrition.org
Attrition.org（アトリション-）は、ボランティアにより運営されているコンピュータセキュリティ関連のニュースサイト。
クラックされたサイトのアーカイブとしてATTRITION: Evolutionというサイトを運営したが、2001年5月21日に停止した。